# Адне, Франсуаза
Франсуаза Адне (фр. Françoise Adnet; 30 июня 1924[…], XVIII округ Парижа — 9 марта 2014, XVI округ Парижа) — французская художница, работавшая в направлении фигуративизма.
Первоначально она была профессиональной пианисткой, но к 1951 году постепенно переключилась на живопись. Её работы, созданные в течение 50 лет, неоднократно экспонировались и хранятся в различных музеях и частных коллекциях. Эти произведения преимущественно относятся к двум основным темам: женские фигуры и городские пейзажи. Её фигуративные работы считаются её лучшими работами, демонстрирующими своеобразную технику исполнения.
Адне была замужем за Максом Фурни, коллекционером произведений искусства и галеристом. В их бывшем доме ныне располагается музей наивного искусства.

## Биография
Адне родилась в районе Монмартра в Париже (Франция) 30 июня 1924 года в семье Жака и Люс Адне. Её отец, Жак Адне, был известным декоратором интерьера и проектировщиком мебели. Она начала играть на пианино в возрасте четырёх лет, а также обнаружила талант к живописи в возрасте пяти лет. Адне посещала музыкальные занятия, где её наставниками были профессора Маргерит Лонг и Альфред Корто, а затем поступила в Парижскую консерваторию, где продолжила своё обучение под руководством Марселя Чампи. Мать поощряла занятия Франсуазы музыкой, особенно во время ежегодных семейных поездок семьи в Везле. Её отец говорил, что она не знает значения выражения «ничего не делать». Франсуаза дала свой первый фортепианный концерт в возрасте двенадцати лет.
За годы своей практики Адне стала всемирно известной концертной пианисткой. С 1946 по 1951 год она путешествовала по Европе, часто выступая в Германии. В 1948 году она была приглашена французским правительством участвовать в культурном туре, призванном развлечь оккупационные войска, размещённые в Германии. Адне была известна своей разносторонностью в исполнении произведений Шопена, Баха, Бетховена, Дебюсси, Шуберта и Моцарта.
Несмотря на столь успешную карьеру музыканта, Адне решила стать художницей. В 1951 году она полностью посвятила себя живописи. Адне была самоучкой, и за свою 70-летнюю карьеру смогла создать более 3500 работ. Её таланты в рисовании и живописи получили признание, и в 1981 году она получила в Брюсселе первую премию Eural за рисунок.
На неё, как и на Бернара Бюффе и Жана Жансема, сильно повлиял её друг Франсис Грубер. Художница примкнула к движению «фигуративной реакции», противостоявшей абстракции, и была частью движения «мизерабилистов», в которое среди прочих входили Бюффе, Жансем и Мишель де Галлар.
Адне познакомилась со своим будущим мужем, Максом Фурни, который был художественным издателем. Фурни был на двадцать лет старше, и поэтому родители Адне не приветствовали этот брак. Однако 8 октября 1951 года они всё же поженились.

## Искусство
Стиль Адне известен как послевоенное фигуративное искусство. Общими сюжетами её работ были животные, цветы и пейзажи Парижа. Адне часто привозила из своих путешествий предметы, которые находила достаточно интересными для изображения. У неё была мастерская, где она рисовала по нескольку часов в день. Адне описала свой художественный процесс как «долгое упражнение в наблюдении, терпении, композиции, реализации и гармонизации». Эта работа напоминала ей о её труде по совершенствованию своих навыков игры на фортепиано, и она часто включала в неё те же самые навыки, утверждая, что её произведения имеют «гармонию, строгость, созвучия и диссонансы». Большинство её работ было написано маслом, а меньшая часть представляла собой рисунки. Адне была известна своими обнажёнными фигурами и натюрмортами.
В своей живописи она отдавала предпочтение портретам, большинство из которых были женскими. Адне однажды заметила: «каждый портрет — это мой автопортрет … Я проецирую себя на каждого персонажа, которого пишу». Характеры на её портретах часто были мрачными, задумчивыми или страдающими. Даже в своих обнажённых фигурах Адне стремилась показать не красоту наготы, а трагедию её образов.
На её рисунках часто были изображены дети или животные. Общая тема для них — птица в клетке.